# Teorema di Heine-Cantor
In matematica, il teorema di Heine - Cantor è un teorema di analisi matematica riguardante l'uniforme continuità di funzioni definite fra spazi metrici. Prende il nome da Eduard Heine e Georg Cantor.
In generale ogni funzione uniformemente continua è anche continua. Il teorema di Heine-Cantor permette di invertire tale implicazione, nell'ipotesi che il dominio sia uno spazio metrico compatto.

## Il teorema
Siano {\displaystyle (M,d)} e {\displaystyle (N,\rho )} spazi metrici, e {\displaystyle f:M\to N} una funzione continua su {\displaystyle M}. Se {\displaystyle M} è compatto allora {\displaystyle f} è uniformemente continua.
In particolare, tutte le funzioni reali di variabile reale continue definite su un intervallo chiuso e limitato sono uniformemente continue.

## Dimostrazione
Assumiamo, per assurdo, che non valga la tesi; la negazione di 
{\displaystyle \forall \varepsilon >0,\exists \delta =\delta (\varepsilon )>0:\forall x,y\in M,d(x,y)<\delta \Rightarrow \rho (f(x),f(y))<\varepsilon }
equivale a
{\displaystyle \exists {\bar {\varepsilon }}>0:\forall \delta >0,\exists x=x_{\delta },y=y_{\delta }\in M:d(x_{\delta },y_{\delta })<\delta ,\rho (f(x_{\delta }),f(y_{\delta }))\geq {\bar {\varepsilon }}}.
Supponiamo dunque che esista {\displaystyle {\bar {\varepsilon }}>0} tale che per ogni {\displaystyle \delta >0} esistano punti {\displaystyle x_{\delta },y_{\delta }} tali che
{\displaystyle d(x_{\delta },y_{\delta })<\delta }  e   {\displaystyle \rho (f(x_{\delta }),f(y_{\delta }))\geq {\bar {\varepsilon }}}
Diamo a {\displaystyle \delta } i valori {\displaystyle 1,{1 \over 2},{1 \over 3}\cdots ,{1 \over n},\cdots } e denotiamo con {\displaystyle x_{n}} e {\displaystyle y_{n}} i corrispondenti punti {\displaystyle x_{\delta },y_{\delta }}.
In questo modo si definiscono due successioni di punti {\displaystyle \{x_{n}\}_{n\in \mathbb {N} }} e {\displaystyle \{y_{n}\}_{n\in \mathbb {N} }}. 
Poiché {\displaystyle M} è compatto da {\displaystyle \{x_{n}\}_{n\in \mathbb {N} }} si può estrarre una sotto-successione convergente ad un punto {\displaystyle z\in M}; sia essa {\displaystyle \{x_{n_{j}}\}}.
Poiché {\displaystyle d(x_{n_{j}},y_{n_{j}})<{1 \over n_{j}}\to 0} per {\displaystyle j\to +\infty }, si ha
{\displaystyle d(y_{n_{j}},z)\leq d(x_{n_{j}},y_{n_{j}})+d(x_{n_{j}},z)\to 0\quad }
per {\displaystyle j\to +\infty }. quindi anche {\displaystyle \{y_{n_{j}}\}} converge a {\displaystyle z}
Poiché per ogni {\displaystyle j} si ha
{\displaystyle \rho (f(x_{n_{j}}),f(y_{n_{j}}))\leq \rho (f(x_{n_{j}}),f(z))+\rho (f(y_{n_{j}}),f(z))}
e il secondo membro tende a zero per la continuità della funzione, segue
{\displaystyle \lim _{j\to \infty }\rho (f(x_{n_{j}}),f(y_{n_{j}}))=0}
incompatibile con l'ipotesi d'assurdo {\displaystyle \rho (f(x_{\delta }),f(y_{\delta }))\geq {\bar {\varepsilon }}}

## Condizione sufficiente
La compattezza è una condizione sufficiente ma non necessaria per avere continuità uniforme. Esistono infatti funzioni uniformemente continue definite in spazi metrici non compatti. Banalmente la funzione {\displaystyle f(x)=x} è uniformemente continua in ogni spazio metrico, come pure le funzioni costanti.